# اسلام در آفریقا

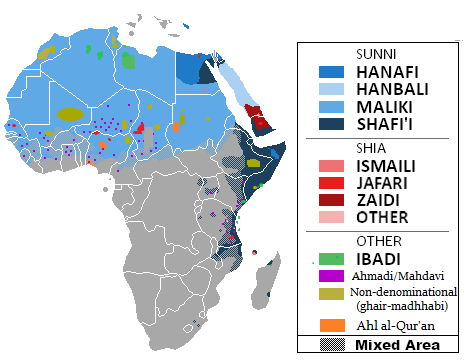
اسلام در آفریقا

در مناطق جهانی، آفریقا را می‌توان دومین منطقه پس از آسیا (خاور میانه) دانست که تحت تأثیر گسترش اسلام قرار گرفت. اولین ارتباط میان مسلمانان و قاره آفریقا سفر جمعی از مسلمانان به حبشه (اتیوپی کنونی) در زمان پیامبر اسلام است.
| منطقه       | جمعیت کلی   | مسلمانان    | ٪ مسلمان | ٪ از کل مسلمانان |
| ----------- | ----------- | ----------- | -------- | ---------------- |
| مرکز آفریقا | ۹۷٬۶۶۵٬۶۶۰  | ۱۵٬۳۴۷٬۳۳۲  | ۱۵٫۷۱۴٪  | ۰٫۸۵۲٪           |
| شرق آفریقا  | ۲۸۳٬۷۶۵٬۰۲۱ | ۸۱٬۸۹۰٬۵۶۴  | ۲۸٫۸۵۹٪  | ۴٫۴۹۷٪           |
| شمال آفریقا | ۲۰۰٬۵۱۹٬۵۰۲ | ۱۷۹٬۶۲۳٬۴۷۷ | ۸۹٫۵۷۹٪  | ۱۲٫۱۹۹٪          |
| جنوب آفریقا | ۵۴٬۰۵۵٬۰۰۰  | ۸۸۵٬۴۷۴     | ۱٫۶۳۹٪   | ۰٫۶۰۵٪           |
| غرب آفریقا  | ۲۹۸٬۶۳۲٬۲۵۵ | ۱۶۳٬۶۸۰٬۲۹۴ | ۵۰٫۷۸۳٪  | ۹٫۰۷۷٪           |
| جمع         | ۹۰۱٬۰۱۰٬۹۲۳ | ۴۱۲٬۳۲۴٬۶۳۲ | ۴۵٫۷۶۲٪  | ۲۷٫۲۳٪           |